# Pilumnus balssi
Pilumnus balssi is een krabbensoort uit de familie van de Pilumnidae. De wetenschappelijke naam van de soort is voor het eerst geldig gepubliceerd in 1972 door Takeda & Miyake.